# Pingu
Pingu är en brittisk-schweizisk leranimerad TV-serie om en liten pingvin som bor på Antarktis med sin familj och sina vänner. Dialogen föregås inte på något särskilt språk utan är ett pladder, vilket underlättat för export då ingen översättning eller undertexter behövs[källa behövs]. Detta är i de schweiziska avsnitten improviserat av den italienske clownen Carlo Bonomi, som gör alla röster. Serien skapades 1986 av Otmar Gutmann. 
I Storbritannien premiärsändes Pingu i BBC den 31 maj 1986.